# Red Lick
Red Lick è un centro abitato degli Stati Uniti d'America, situato nella contea di Bowie dello Stato del Texas.

## Società

### Evoluzione demografica
Secondo il censimento del 2000, c'erano 853 persone, 302 nuclei familiari, e 266 famiglie residenti nella città. La densità di popolazione era di 442,8 persone per miglio quadrato (170,6/km²). C'erano 315 unità abitative a una densità media di 163,5 per miglio quadrato (63,0/km²). La composizione etnica della città era formata dal 95,08% di bianchi, il 3,17% di afroamericani, lo 0,47% di nativi americani, lo 0,12% di asiatici, lo 0,35% di altre etnie, e lo 0,82% di due o più etnie. Gli ispanici o latinos di qualunque razza erano lo 0,94% della popolazione.
C'erano 302 nuclei familiari di cui il 44,0% avevano figli di età inferiore ai 18 anni, il 78,1% erano coppie sposate conviventi, il 7,3% aveva un capofamiglia femmina senza marito, e l'11,6% erano non-famiglie. Il 10,6% di tutti i nuclei familiari erano individuali e il 3,0% aveva componenti con un'età di 65 anni o più che vivevano da soli. Il numero di componenti medio di un nucleo familiare era di 2,82 e quello di una famiglia era di 3,03.
La popolazione era composta dal 30,0% di persone sotto i 18 anni, il 5,2% di persone dai 18 ai 24 anni, il 26,8% di persone dai 25 ai 44 anni, il 30,7% di persone dai 45 ai 64 anni, e il 7,3% di persone di 65 anni o più. L'età media era di 37 anni. Per ogni 100 femmine c'erano 97,0 maschi. Per ogni 100 femmine dai 18 anni in giù, c'erano 87,7 maschi.
Il reddito medio di un nucleo familiare era di 57.045 dollari, e quello di una famiglia era di 60.313 dollari. I maschi avevano un reddito medio pro capite di 50.909 dollari contro i 23.333 dollari delle femmine. Il reddito medio pro capite totale era di 22.703 dollari. Circa il 4,1% delle famiglie e il 3,9% della popolazione erano sotto la soglia di povertà, incluso il 2,6% di persone sotto i 18 anni e il 10,9% di persone di 65 anni o più.